# Sean-nós-zang
Sean-nós-zang (Iers voor "oude stijl") is een eeuwenoude Ierse zangstijl zonder instrumentale begeleiding, waarbij de zang centraal staat en niet de zanger. De zanger sluit de ogen of staart naar een vast punt. Sean nós kent 3 officiële varianten afhankelijk van de regio waar Gaelic (Iers) nog wordt gesproken. De Munster en Connacht stijlen zijn rijkelijk versierd en die van Ulster met Schotse invloeden is soberder. Er bestaan ook moderne mengvormen.

## Sean-nós-zangstijl
Schrijver en Uilleann pipes-speler Tomas Ó Canainn omschreef de zang als: 

...a rather complex way of singing in Gaelic, confined mainly to some areas in the west and south of the country. It is unaccompanied and has a highly ornamented melodic line....Not all areas have the same type of ornamentation—one finds a very florid line in Connacht, contrasting with a somewhat less decorated one in the south, and, by comparison, a stark simplicity in the northern songs...
(Nederlands:... een vrij complexe manier van zingen in Gaelic, voornamelijk in enkele gebieden in het westen en zuiden van het land. Het is onbegeleid en heeft een rijk versierde melodische lijn .... Niet alle gebieden hebben hetzelfde soort versiering - er is een zeer bloemrijke traditie in Connacht, contrasterend met een iets minder versierde in het zuiden en een in vergelijking strakke eenvoud in de noordelijke liedjes ...)

Ó Canainn stelde ook: " ... geen enkel aspect van de Ierse muziek kan volledig worden begrepen zonder een diepe waardering van sean-nós zang
Sean-nós-liederen kunnen relatief eenvoudig zijn, hoewel ze vaak lang, extreem gestileerd en melodisch complex zijn. Een goede uitvoering vraagt substantiële ornamentatie en ritmische variaties van vers tot vers.
Ó Canainn noemde de meeste versieringen melismatisch: een noot wordt vervangen of versterkt door een groep van aangrenzende noten, in tegenstelling tot "intervalkwaliteit"-versiering, waarin extra noten worden gebruikt voor het vullen van een interval tussen twee noten.

## Verschillende sociale functies
"Liederen werden gemaakt om binnens- en buitenshuis het werk te begeleiden, om uiting te geven aan de vele emoties - liefde en droefenis - van het dagelijks bestaan, om verslag te doen van plaatselijke en andere historische gebeurtenissen en vaak ook om aandacht te schenken aan het verlies van familie en vrienden door overlijden of emigratie "
De interactie tussen de uitvoerende en het publiek is een cruciaal aspect van de sean-nós-traditie.
- Het kan zijn dat de zanger/zangeres moet worden overgehaald om te zingen - dit kan een onderdeel van het recital zijn.
- De zanger/zangeres kan af en toe een positie kiezen waarbij zijn/haar gezicht gericht is naar de hoek van de ruimte en niet naar het publiek. Deze positie heeft akoestische voordelen.
- Het publiek hoeft niet stil te zijn tijdens het zingen en kan "deelnemen" met aanmoedigingen of commentaar. Soms zal iemand uit het publiek naar voren komen en, geroerd door het lied, de hand van de uitvoerende vasthouden. Zulke interacties verstoren het lied niet en vaak zal de zanger er juist muzikaal op reageren.